# Dendrogaster argentinensis
Dendrogaster argentinensis is een kreeftachtigensoort uit de familie van de Dendrogastridae. De wetenschappelijke naam van de soort is voor het eerst geldig gepubliceerd in 1984 door Grygier & Salvat.